# Нородом I
Нородом I (кхмер. ព្រះបាទនរោត្តម; лютий 1834 — 24 квітня 1904) — король Камбоджі, який правив країною наприкінці XIX — початку XX століття.

## Життєпис
Був старшим сином короля Анг Дуонга.
Нородом вважається першим сучасним кхмерським королем. Його шанують за порятунок Камбоджі від цілковитого зникнення як держави. Задля уникнення поглинення Камбоджі Сіамом і В'єтнамом Нородом I пішов на визнання французького протекторату над своєю країною. Після цього він у своїх численних листах до сіамського правителя стверджував, що французи хитрощами змусили його підписати відповідну угоду.
Правив упродовж 43 років, що є найдовшим терміном правління камбоджійських монархів у новітньому періоді.